# Archanioł (imię)
Archanioł – imię męskie pochodzenia greckiego. Wywodzi się od słowa άγγελοζ (angelos) oznaczającego „posłaniec” i przedrostka archi.

## W innych językach
- Arcangelo - włoski

## Znane osoby noszące to imię
- Arcangelo Corelli - włoski kompozytor